# Волчий лес
Волчий лес (исп. El bosque del lobo) — испанский драматический фильм ужасов 1970 года, снят режиссёром Педро Олеа. Он основан на романе Карлоса Мартинеса-Барбейто и частично основан на жизни Мануэля Бланко Ромасанты и его предполагаемой ликантропии.

## Сюжет
Действие фильма происходит в XVIII—XIX веках в сельской местности Испании. Главный герой Бенито Фрейре — путешественник, который ходит из города в город, из села в село и как бы выполняет роль почтальона, за определённую плату передавая послания и вещи. Дорога между двумя населёнными пунктами, которые он часто посещает, лежит через древний лес, в котором очень легко заблудиться. Но Бенито знает эти места наизусть, поэтому без труда берётся провести кого бы то ни было через этот опасный участок.
Но вот незадача: никто из тех, кого он должен был провести, не добрался до места назначения, а сам проводник живёт и здравствует, притворяясь, что никого не сопровождал и пришёл один. А всё дело в том, что Бенито страдает какой то психической болезнью и именно при переходе через лес у него начинается приступ, во время которого он совершает преступления. Причём после совершения убийств он не очень-то сожалеет о содеянном и тщательно прячет трупы, попутно забирая ценные предметы и одежду. Однажды один из таких предметов, шаль девушки, попал в руки к другому торговцу и у него закрались подозрения. Постепенно он и священник из другого города догадываются о сущности Фрейре и устраивают на него охоту…

## В ролях
- Хосе Луис Лопес Васкес — Бенито Фрейре
- Ампаро Солер Лил — Пакуча
- Антонио Касас — Абад
- Джон Штайнер — Роберт
- Нурия Торрей — Авелина
- Мария Фернанда Ладрон де Гевара — Габриэла
- Альфредо Майо — Дон Николас де Валькарсель
- Виктор Израиль — Ламейро
- Мария Вико — кейруги
- Фернандо Санчес Полак — Вилайро
- Педро Луис Леон — Мингуиньос
- Мария Ариас — Мухер де Николас
- Порфирия Санчиз — Вигайра
- Пилар Вела — Сабин